# مالی بوراک
مالی بوراک (به صربی: Mali Borak) یک روستا در صربستان است که در لایکوواتس واقع شده‌است.